# Plume !
 (septembre 2016).
Si vous disposez d'ouvrages ou d'articles de référence ou si vous connaissez des sites web de qualité traitant du thème abordé ici, merci de compléter l'article en donnant les références utiles à sa vérifiabilité et en les liant à la section « Notes et références ».
 Plume ! est un réseau national de vulgarisation scientifique à vocation multimédia et multidisciplinaire. Structurée autour d'antennes dans des villes universitaires, l'association rassemble également une communauté électronique d'acteurs concernés par (et impliqués dans) la diffusion des connaissances. 
L'association, créée en 2006, édite un trimestriel papier et une plateforme de publication web. Plume ! met également en place des formations universitaires, notamment à destination des étudiants en doctorat.

## L'association

### Création
Créée en 2006 comme projet au sein de l'association Oïkos, à l'Université de Montpellier II, Plume ! est issue d'un rassemblement d'étudiants et d'enseignants en biologie de l'évolution et en écologie. Plume ! est née du désir de diffuser les connaissances scientifiques par leurs producteurs directs, les universitaires.

### Fonctionnement
Plume ! fonctionne en réseau national dont les membres peuvent intégrer l'association sur simple demande motivée. Au cœur du réseau, les membres de l'association élisent un conseil d'administration et participent aux orientations du réseau. Le conseil d'administration décide et met en œuvre la politique de l'association et élit en son sein un Bureau, délégué et garant de la gestion administrative et financière de l'association.
Plume ! s'est constituée en association loi 1901 en 2007, déclarée en  Préfecture de l'Hérault. Son siège social est situé à Montpellier.

### Antennes
Outre son réseau national de personnes, fédérées essentiellement grâce à Internet, Plume ! dispose d'antennes à Montpellier, Toulouse et Dijon.

## Objectifs
L'objectif de Plume ! est de militer pour la reconnaissance académique de la vulgarisation scientifique, comme partie intégrante des métiers d'enseignant-chercheur et de doctorant. Les productions de l'association tentent d'associer la rigueur scientifique et une légèreté dans l'approche, apte à démythifier l'Université. Le slogan la science apéritive, fait écho à cette approche.
Plume ! a trois objectifs : 
- Susciter l'engagement dans la diffusion des connaissances, notamment chez les jeunes chercheurs ;
- Valoriser la production de contenus essentiellement textuels, via deux canaux éditoriaux ;
- Promouvoir la vulgarisation scientifique en militant notamment pour sa reconnaissance académique et en proposant des outils et des formations propres à faciliter son approche.

## Actions

### Éditions
Plume ! édite deux journaux de vulgarisation scientifique : Plume !-Papier et e-Plume !
- Plume !-papier est un irrégulomadaire[6] à tendance trimestrielle de 16 pages. Il contient des dessins originaux, des articles de synthèse, des entrevues, des brèves et quelques chroniques dans plusieurs champs thématiques. Sa diffusion est principalement assurée par abonnement. Plume!-papier est également distribué à prix libre lors d'événements ou l'association est présente.

- e-Plume ! est une plateforme de publication participative regroupant des articles de vulgarisation dans différents domaines.

- Les Éditions Acta constituent les hors-séries publiés par l'association. Ces publications appuient souvent des initiatives citoyennes innovantes et/ou expérimentales, en lien avec la science et la vulgarisation scientifique.

### Formations doctorales
L'association Plume ! conçoit et met en place au sein des universités françaises, des formations à la vulgarisation à destination des doctorants.

### Conception et gestion de sites web
- Darwin 2009 : Plume ! a mis en place et administré le site web de l'année « Darwin 2009 », recensant les différents projets portés dans le cadre de cet événement national.

- Société française d'écologie : Plume ! a mis en place le site web de la Société française d'écologie.

- La Nuit des chercheurs : Plume ! met en place et administre chaque année le site web national de La Nuit des chercheurs, depuis 2009.

## Distinctions
- Prix national Animafac de l'Initiative étudiante 2006
- Prix national du CNOUS de la culture scientifique et technique en 2009